# عرف قاعدي
يقع العرف القاعدي ضمن القناة القوقعية في الأذن الداخلية. وتتصل بالحافة الخارجية للغشاء القاعدي وهي رباط حلزوني يمتدّ إلى الداخل كبروز ثلاثي.